# Liste des compilations Thunderdome

Logo issu d'une compilation Thunderdome.

Cet article recense les compilations issues de l'événement musical Thunderdome. Pour les soirées, voir liste des événements Thunderdome. 

## Histoire
La série de compilations Thunderdome débute en 1993, un an après la création de l'événement homonyme. Originellement, les compilations étaient commercialisées par Arcade Music, partenaire distributeur des productions d'ID&T. D'après les labels ID&T et Arcade Music, « plus d'1 500 000 albums de Thunderdome » sont vendus à travers le monde depuis 1995,. La distribution assurée par Arcade Music s'étend sur tout le Benelux, l'Allemagne et la France. En 1998, une tentative pour distribuer la série Thunderdome aux États-Unis sous le label Arcade America est mise en œuvre, mais un seul album est publié. En 2000, aucun album n'est commercialisé, ID&T ayant émis le souhait de faire une pause avec le concept Thunderdome. À partir de 2001 et à la suite de la cessation d'activité d'Arcade Music, les albums sont commercialisés directement par la section label d'ID&T et de 2004 par Universal. En 2008, la série est prise en charge par Dance-Tunes.
L'identité visuelle des compilations Thunderdome est due à Victor Feenstra, auteur de l'artwork de toutes les compilations à partir de Thunderdome VII - Injected With Poison jusqu'à Thunderdome - Chapter XXII.

## Série principale
| Cette première série ci-dessous est rééditée en 2002 dans des boitiers aux contours dorés à l'occasion des 10 ans. |                                                       | |        |
| 1993 | Thunderdome - F*ck Mellow, This Is Hardcore From Hell | – | –      |
| 1993 | Thunderdome II - Back From Hell! (Judgement Day)      | – | –      |
| 1993 | Thunderdome III - The Nightmare Is Back!              | 4e place dans les classements musicaux en Suisse des compilations.                                                                  | [ 4 ]  |
| 1993 | Thunderdome IV - The Devil's Last Wish                | 3e place dans les classements musicaux en Autriche des compilations et 4e dans les classements musicaux en Suisse des compilations. | ,      |
| 1994 | Thunderdome V - The Fifth Nightmare!                  | 5e place dans les classements musicaux en Autriche des compilations et 4e dans les classements musicaux en Suisse des compilations. | ,      |
| 1994 | Thunderdome VI - From Hell To Earth                   | 9e place dans les classements musicaux en Autriche des compilations.                                                                | [ 9 ]  |
| 1994 | Thunderdome VII - Injected With Poison                | 8e place dans les classements musicaux en Autriche des compilations.                                                                | [ 10 ] |
| 1995 | Thunderdome VIII - The Devil In Disguise              | 6e place dans les classements musicaux en Suisse des compilations.                                                                  | [ 11 ] |
| 1995 | Thunderdome IX - The Revenge of The Mummy             | 6e place dans les classements musicaux en Autriche des compilations et 4e dans les classements en Suisse.                           | ,      |
| 1995 | Thunderdome X - Sucking For Blood                     | 6e place dans les classements musicaux en Autriche des compilations et 5e dans les classements en Suisse.                           | ,      |
| 1995 | Thunderdome XI - The Killing Playground               | 7e place dans les classements musicaux en Autriche des compilations et 6e dans les classements en Suisse.                           | ,      |
| 1996 | Thunderdome XII - Caught in the Web of Death          | 5e place dans les classements musicaux en Autriche des compilations et 4e dans les classements en Suisse.                           | ,      |
| 1996 | Thunderdome XIII - The Joke's on You                  | 6e place dans les classements musicaux en Suisse.                                                                                   | [ 20 ] |
| 1996 | Thunderdome XIV - Death Becomes You                   | 8e place dans les classements musicaux en Suisse.                                                                                   | [ 21 ] |
| 1996 | Thunderdome XV - The Howling Nightmare                | – |        |
| 1997 | Thunderdome XVI - The Galactic Cyberdeath             | – |        |
| 1997 | Thunderdome XVII - Messenger of Death                 | – |        |
| 1997 | Thunderdome XVIII - Psycho Silence                    | – |        |
| 1997 | Thunderdome XIX - Cursed by Evil Sickness             | – |        |
| 1998 | Thunderdome XX                                        | – |        |
| 1998 | Thunderdome - Chapter XXI                             | – |        |
| 1998 | Thunderdome - Chapter XXII                            | – |        |
| 1999 | Thunderdome - Hardcore Rules the World                | – |        |
| 1999 | Thunderdome - Past Present Future                     | – |        |
| 2001 | Thunderdome 2001 a.k.a. Harder than Hard              | – |        |
| 2001 | Thunderdome 2001 Part 2                               | – |        |
| 2002 | Thunderdome 2002                                      | – |        |
| 2003 | Thunderdome 2003 Part. 1                              | – |        |
| 2003 | Thunderdome 2003 Part. 2                              | – |        |
| 2004 | Thunderdome 2nd Gen Part. 1                           | – |        |
| 2005 | Thunderdome 2005-1                                    | – |        |
| 2006 | Thunderdome 2006                                      | – |        |
| 2007 | Thunderdome 2007                                      | – |        |
| 2008 | Thunderdome XV                                        | 5e du top 30 des meilleures compilations hollandaises.                                                                              | [ 22 ] |
| 2008 | Thunderdome 2008                                      | 8e du top 30 des meilleures compilations hollandaises.                                                                              | [ 23 ] |
| 2009 | Thunderdome Fight Night                               | 14e du top 30 des meilleures compilations hollandaises.                                                                             | [ 24 ] |
| 2009 | Thunderdome - Alles Naar de Klote                     | 11e du top 30 des meilleures compilations hollandaises.                                                                             | [ 25 ] |
| 2010 | Thunderdome - Pure and Powerful Hardcore              | 5e du top 30 des meilleures compilations hollandaises (22 janvier 2010).                                                            | [ 26 ] |
| 2011 | Thunderdome - Toxic Hotel                             | – | [ 27 ] |
| 2012 | Thunderdome - The Final Exam                          | – |        |
| 2017 | Thunderdome - 25 Years of Hardcore                    | – |        |
| 2022 | Thunderdome XXX (Celebrating 30 Years of Hardcore)    | – |        |

## Série spéciale
- Thunderdome - The Megamix of Thunderdome 1-5
- Thunderdome - Hardcore Will Never Die - The Best of
- Thunderdome - The Best of
- Thunderdome - The Best of '97
- Thunderdome - The Best of 98

Éditions spéciales
- Thunderdome - The Essential '92-'99 Collection
- The Dreamteam - Thunderdome 4 (à noter : c'est le deuxième CD de la compilation Thunderdome IV mais en version CD album)
- Thunderdome - The X-Mas Edition
- Thunderdome - The American Edition

Albums liv
- Thunderdome '96
- Thunderdome '97
- Thunderdome Live Presents Global Hardcore Nation
- Thunderdome - A Decade Live

Première série - Mystery Land
- 1994 : Mystery Land : The European Dance Festival - (CD1)
- 1996 : Mystery Land : The European Dance Festival - (CD1)
- 1997 : Mystery Land : The European Dance Festival Hardcore - (CD1)
- 1998 : Thunderdome : Live at Mystery Land (4 juillet 1998)

Première série - Maxi CD
- The Prophet's Project - Feel It (Deep Inside Of You) - Thunderdome
- Thunderdome - The Megamixes
- Thunderdome - Limited Edition Remix - The Fxxkin' Megamix
- Thunderdome V - The Megamixes
- Thunderdome VI - The Megamixes
- Thunderdome VII - The Megamixes
- Thunderdome VII - The Megamixes
- Thunderdome VIII - The Devil in Disguise - The Single
- Thunderdome IX - The Megamix
- Thunderdome X - The Megamix
- Thunderdome XI - Don't Fuck With the Chuck - The Single
- Thunderdome XII - The Megamixes
- Thunderdome XIV - The Megamixes
- Thunderdome XV - The Megamixes
- Thunderdome XVI - Megamixes
- Thunderdome XVII - Megamix
- Thunderdome XVIII - Megamixes
- Thunderdome XIX - Megamix
- Thunderdome - The Best of 97' - The Megamix

Première série - Maxi CD, éditions spéciales
- The Awards - Happy Hardcore / Thunderdome
- Thunder Ticket '93
- Thunderdome '96 : Dance or Die Entry Ticket
- Thunderdome 96' - The Thunder Anthems
- Thunderdome '97 - PCP Special
- Thunderdome '98 - Hardcore Rules the World - DJ E-Rick & Tactic
- Thunderdome - School Edition
- Thunderdome - School Edition 98-99

Deuxième série
- Thunderdome - 2001-1 (noir)
- Thunderdome - 2001-2 (gris)
- Thunderdome - 2002 (marron)
- Thunderdome - 2003-1 (vert)
- Thunderdome - 2003-2 (rouge)
- Thunderdome - Turntablized (2004)
- Thunderdome - 2nd Gen Part 1 - Malice to Society
- Thunderdome - 2005-1
- Thunderdome - 2006
- Thunderdome - 2007
- Thunderdome - XV Years
- Thunderdome 20/12 (2008)
- Thunderdome Fight Night (2009)
- Thunderdome 2009 (Alles naar de klote) (2009)